# Aurions-Idernes
Aurions-Idernes è un comune francese di 114 abitanti situato nel dipartimento dei Pirenei Atlantici, nella regione della Nuova Aquitania.

## Società

### Evoluzione demografica
Abitanti censiti